# أنطونيو ماريا ماغرو
أنطونيو ماريا ماغرو (بالإيطالية: Antonio Maria Magro) (و. 1959  م) هو ممثل، ومخرج أفلام، وكاتب سيناريو، ومونتير، وممثل أفلام إيطالي، ولد في قطنصار.

## وصلات خارجية
- أنطونيو ماريا ماغرو على موقع IMDb (الإنجليزية)

- أنطونيو ماريا ماغرو في قاعدة بيانات الأفلام على الإنترنت